# Cantón de Oisemont
El cantón de Oisemont era una división administrativa francesa, que estaba situada en el departamento de Somme y la región de Picardía.

## Composición
El cantón estaba formado por treinta y una comunas:
- Andainville
- Aumâtre
- Avesnes-Chaussoy
- Bermesnil
- Cannessières
- Épaumesnil
- Étréjust
- Fontaine-le-Sec
- Forceville-en-Vimeu
- Foucaucourt-Hors-Nesle
- Fresnes-Tilloloy
- Fresneville
- Fresnoy-Andainville
- Frettecuisse
- Heucourt-Croquoison
- Inval-Boiron
- Lignières-en-Vimeu
- Le Mazis
- Mouflières
- Nesle-l'Hôpital
- Neslette
- Neuville-au-Bois
- Neuville-Coppegueule
- Oisemont
- Saint-Aubin-Rivière
- Saint-Léger-sur-Bresle
- Saint-Maulvis
- Senarpont
- Vergies
- Villeroy
- Woirel

## Supresión del cantón de Oisemont
En aplicación del Decreto n.º 2014-263 de 26 de febrero de 2014, el cantón de Oisemont fue suprimido el 22 de marzo de 2015 y sus 31 comunas pasaron a formar parte del nuevo cantón de Poix-de-Picardie.